# Airlift
Airlift (एयरलिफ्ट) è un film del 2016 diretto da Raja Krishna Menon incentrato sull'evacuazione civile di massa degli indiani (circa 175.000) dopo l'invasione del Kuwait da parte dell'Iraq..

## Trama
In Kuwait è iniziata l'invasione da parte dell'Iraq, che di seguito scoppia la guerra del Golfo. Uno dei protagonisti è un uomo d'affari indiano che tenta in tutti i modi di salvare i cittadini indiani dalla guerra tra iracheni e kuwaitiani.

## Accoglienza

### Critica
Il film in Kuwait è censurato per ragioni d'immagine.